# Eclipsi anular del 26 de gener del 2009
El 26 de gener de 2009 va tenir lloc un eclipsi de Sol anular sobre Sud-àfrica, l'oceà Índic, Indonèsia i Austràlia. En un eclipsi anular la Lluna no oculta per complet el Sol, deixant un anell lluminós al voltant d'aquesta.